# Најбољи рагби тим године
Најбољи рагби тим године (енгл. World Rugby Team of the Year) је награда коју додељује светска рагби федерација на крају сваке године.Највише пута до сада ову награду су освајали "ол блекси". Листа:
2002. Француска
2003. Енглеска
2004. Јужноафричка Република
2005. Нови Зеланд
2006. Нови Зеланд
2007. Јужноафричка Република
2008. Нови Зеланд
2009. Јужноафричка Република
2010. Нови Зеланд
2011. Нови Зеланд
2012. Нови Зеланд
2013. Нови Зеланд
2014. Нови Зеланд
2015. Нови Зеланд